# 鄂依貢湖
鄂依贡湖（又译“鄂依貢泊”）是位于蒙古国扎布汗省的湖泊。

## 简介

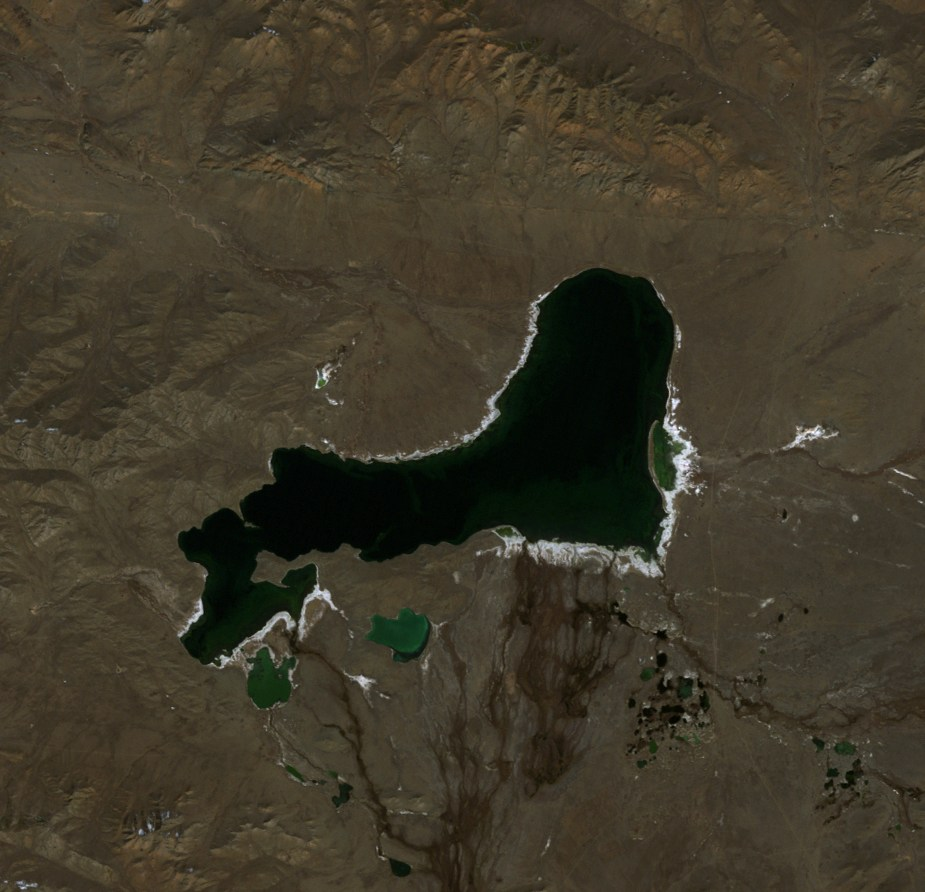

鄂依贡湖位於蒙古國西北部，由扎布汗省管轄，長18公里、寬8公里，面積61平方公里，海拔高度1,664米，蓄水量0.21立方公里，最大水深8米，鹽量每公升21.46克。
根据湖濱平地上散布着10个淺而小的湖泊判断，鄂依貢湖的面积曾經很大。但如今，该湖是不深的咸水湖，湖水不适合飲用。该湖的水源依賴若干小溪流，其中一部分小溪流已经干涸。鄂依貢湖四周是干草原。
蒙古总理索德诺木·达木丁巴扎尔出生在该湖所在地区。